# Fredriksberg östra
Fredriksberg östra är en av SCB definierad och namnsatt tätort som omfattar bebyggelse i östra delen av Fredriksberg i Säfsnäs distrikt i Ludvika kommun. Bebyggelsen ingick till 2015 och mellan 2020 och 2023 i tätorten Fredriksberg (västra).

## Befolkningsutveckling
| Befolkningsutvecklingen i Fredriksberg östra 2015–2015                                | Befolkningsutvecklingen i Fredriksberg östra 2015–2015 | Befolkningsutvecklingen i Fredriksberg östra 2015–2015 | Befolkningsutvecklingen i Fredriksberg östra 2015–2015 | Befolkningsutvecklingen i Fredriksberg östra 2015–2015 |
| ------------------------------------------------------------------------------------- | ------------------------------------------------------ | ------------------------------------------------------ | ------------------------------------------------------ | ------------------------------------------------------ |
|                                                                                       |                                                        |                                                        |                                                        |                                                        |
| År                                                                                    |                                                        |                                                        | Folkmängd                                              | Areal (ha)                                             |
| 2015                                                                                  | 2015                                                   |                                                        | 283                                                    | 66                                                     |
| Anm.: Ny tätort 2015, bröts ut ur Fredriksberg, uppgick åter 2020, åter utbruten 2023 |                                                        |                                                        |                                                        |                                                        |